# Сива гъска
Сивата гъска (Anser anser) е едър представител на семейство Патицови, разред Гъскоподобни. Тежи между 2,5 и 6 кг. Дължина на тялото 83–98 cm, размах на крилете около 160 cm. Няма изразен полов диморфизъм. Възрастните птици имат черни петна по гърдите и корема. Лети бързо, маховете с крилете са нарядко, но силни. По време на прелетите понякога се издига на значителна височина, от порядъка на километри. Гласът и е подобен на този на домашната гъска.

## Разпространение и местообитание
Разпространена, но с ниска плътност на популацията в Европа и Азия. Среща се и в България, в резервата Сребърна, където гнездят около десетина двойки, както и в ЗМ Калимок-Бръшлен, Природен парк Персина и в още няколко водоема по поречието на р.Дунав. Прелетна птица. 
Придържа се към открити местности и обширни водоеми, като езера, язовири и големи реки. По време на гнезденето се насочва към блатисти или силно обрасли с водна растителност участъци.

## Начин на живот и хранене
Много често можем да наблюдаваме Сивата гъска на ята. При този вид са силно изразени социалните контакти, между отделните индивиди и ятата. Установено е от редица учени етолози, като Конрад Лоренц, че Сивата гъска е високо интелигентна птица, разполагаща с развит език за общуване и живееща в сложни социални структури. Тя е едно от малкото животни способно да брои (до 3–4, дори и до 5 в определени случаи).
Приема предимно растителна храна. Напролет кълнове на различни растения, плодове и листа на водната растителност, а към есента преминава на семена и ако има възможност се храни и със зърнени култури.

## Размножаване и развитие
Моногамна птица, двойките са постоянни. Полова зрялост настъпва на 3–4 година. Гнезденето започва по-рано от това на другите видове гъски, понякога още в заснежени местности. Гнездото си построява в близост до обрасли с тръстика и друга растителност водоеми. То е голямо, изградено от суха растителност и покрито с пух. Снася от 2 до 15, но най-често 4–5 бели с лек жълтеникав или зеленикав оттенък яйца. Мъти 27–29 дни, като по време на мътенето и отглеждането на малките, мъжкия се държи заедно с женската. Малките се излюпват достатъчно развити за да могат да се придвижват и хранят самостоятелно. Родителите при заплаха, ги отбраняват яростно и самоотвержено.

## Допълнителни сведения
Сивата гъска е родоначалник на Домашната гъска, като се счита, че одомашняването е протекло сравнително неотдавна, за него е способствал социалният начин на живот воден от тези птици. При кръстоска с Домашната гъска се получава здраво и жизнеспособно поколение. Дълголетен вид, продължителността на живота и достига няколко десетки години. Поради намалялата си численост в природата Сивата гъска е включена в Червената книга на застрашените видове в България.